# Pohlia australis
Pohlia australis är en bladmossart som beskrevs av Arthur Jonathan Shaw och Allan James Fife 1985. Pohlia australis ingår i släktet nickmossor, och familjen Bryaceae. Inga underarter finns listade i Catalogue of Life.